# The Flirt (1917)
The Flirt is een Amerikaanse korte stomme film uit 1917 onder regie van Billy Gilbert met in de hoofdrol Harold Lloyd. Destijds werd de film in Nederland uitgebracht onder de titel Kareltje flirt.

## Verhaal
Harold Lloyd speelt een onverbeterlijke rokkenjager die een mooi meisje volgt van een park naar haar werkplek als kassier in een restaurant. Hij bestelt een enorme maaltijd en zorgt er vervolgens voor dat de ober ontslagen wordt zodat hij zijn plaats kan innemen. In korte tijd creëert Lloyd chaos die zowel de klanten van het restaurant als het keukenpersoneel irriteert. Lloyd komt er uiteindelijk achter dat de kassierster getrouwd is met de eigenaar van het restaurant. Hij vertrekt dan snel, ziet een ander mooi meisje en gaat haar achterna.

## Rolverdeling
| Acteur       | Personage                      | Opmerkingen       |
| ------------ | ------------------------------ | ----------------- |
| Harold Lloyd | Harold                         |                   |
| Bebe Daniels | het meisje                     |                   |
| Snub Pollard | de eigenaar van het restaurant | als Harry Pollard |